# În fiecare zi e noapte
În fiecare zi e noapte este un film românesc din 1995 regizat de Alexandru Maftei. Rolurile principale au fost interpretate de actorii Monica Ghiuță, Ileana Predescu, Theodor Danetti.

## Distribuție
Distribuția filmului este alcătuită din:
- Marius Florea Vizante — Mișu
- Theodor Danetti — Vecinul
- Antoaneta Zaharia — Iubita lui Mișu
- Monica Ghiuță — Doamna Georgescu
- Ileana Predescu — Bunica